# Delia Cosmetics
Delia Cosmetics – rodzinna spółka z polskim kapitałem, założona w 1998 r.
Firma specjalizuje się w produkcji kosmetyków w trzech kategoriach: do koloryzacji i pielęgnacji włosów, do makijażu i paznokci oraz do pielęgnacji twarzy i ciała.
Kosmetyki Delii mają ugruntowaną pozycję na rynkach zagranicznych w 47 krajach na całym świecie – na Bliskim i Dalekim Wschodzie, w Afryce, Azji, Ameryce i w Europie.

## Historia
Firma powstała w 1998 r. w Rzgowie. Jej założycielem jest dr Józef Szmich – chemik. Pierwszym produktem firmy był rozjaśniacz do włosów “Biała henna”.

## Nagrody
- 2013 r. Srebrna Perła Rynku Kosmetycznego dla dwufazowych zmywaczy do paznokci z serii Coral[5]
- Piękność Roku 2012 – Nagroda serwisu www.pieknosc-dnia.com.pl w kategorii kosmetyki polskie dla Akrylowego Konstruktora Paznokci Coral GEL LOOK[6]
- 2012 r. Qultowy kosmetyk – nagroda magazynu Kosmetyki za Jedwab Brązujący do ciała Delia Dermo System[7]
- Nagroda w międzynarodowym konkursie Prix de Beaute Cosmopolitan 2012 za serię Delia BIO Kozie Mleko[8]
- 2012 r. Produkt roku 2012 – nagroda portalu DlaZdrowia.pl za serię Kozie Mleko[9]
- Piękność Roku 2011 – Nagroda serwisu www.pieknosc-dnia.com.pl w kategorii kosmetyki polskie dla Onyx Delia Lipgloss błyszczyk do ust[10]
- Wyróżnienie w kategorii Moda i Uroda wybrany przez Kapitułę w konkursie Polski Internet 2011[11]
- Laureat Polski Internet 2011 w kategorii Moda i Uroda. Wybrany przez internautów[11]
- 2010 r. Laur Konsumenta – Odkrycie Roku 2010 za farby do włosów www.delia.pl[12]

## Linie produktowe Delia Cosmetics
- Henna do Brwi

### Kosmetyki do koloryzacji i pielęgnacji włosów
- Cameleo
- Cameleo Henna Creme
- Cameleo Odsiwiacz dla mężczyzn

### Kosmetyki do makijażu i paznokci
- Mineral Velvet Skin
- Free Skin
- New Look
- Coral
- Bioaktywne Szkło

### Kosmetyki do pielęgnacji twarzy i ciała
- Argan Care
- Dermo System
- Good Foot
- Satine Depilation
- Glicerin Care
- Dairy Fun
- Champs de Provence